# Anzio
Anzio (AFI: /ˈanʦjo/) è un comune italiano e località balneare di 59 837 abitanti della città metropolitana di Roma Capitale nel Lazio. L'antica città di Anzio, in latino Antium (le attuali Anzio e Nettuno), fu per un lungo periodo capitale della popolazione dei Volsci, finché non venne assorbita nello Stato romano.

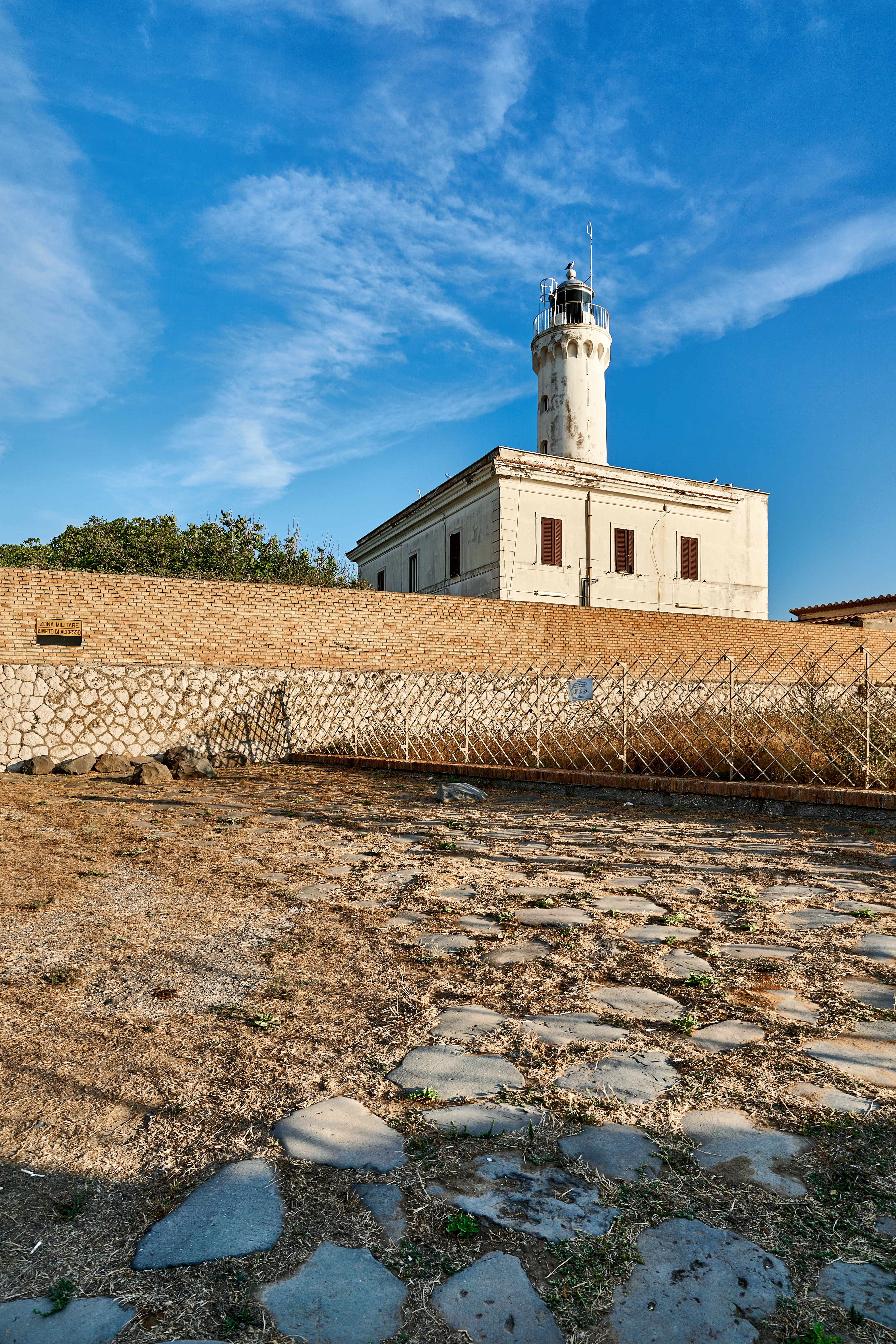
Il faro

## Geografia fisica

### Territorio
Anzio si trova nella Campagna romana, sull'omonimo promontorio, proteso sul Tirreno, che ne segna il confine meridionale.
Il terreno è pressoché pianeggiante, con altimetrie che non superano gli 80 m s.l.m., arrivando sui 70 m. nella porzione settentrionale del territorio, presso la località di Macchia della Spadellata. I corsi d'acqua hanno carattere torrentizio e stagionale, scorrendo da est ad ovest prima di confluire nel Mar Mediterraneo; tra questi il fosso di Sant'Anastastio, il Fosso di Cavallo Morto e il Fosso Caldara Vignarola.

### Clima
Il clima di Anzio è tipicamente mediterraneo.

## Storia

### Preistoria
La presenza di insediamenti umani ad Anzio è documentata già nel Paleolitico inferiore. Tra i reperti è stata infatti rinvenuta un'amigdala risalente alla cultura "acheuleana" di circa 150 000 anni fa.
Nella zona di Cavallo morto è stata inoltre ritrovata nel 1981 una necropoli probabilmente risalente all'età del bronzo recente, questa rappresenta la più antica testimonianza del rito funerario di cremazione nel Lazio.

### Età latino-volsca
La fondazione di Antium risale attorno IX secolo a.C. da parte dei Latini. Secondo lo storico Xenagora, Anzio fu fondata da Anteo, figlio di Ulisse e della Maga Circe; mentre un'altra leggenda attribuisce la fondazione ad Ascanio, figlio di Enea, già fondatore di Albalonga.
Nel V secolo a.C. si stanziarono i Volsci, un popolo di ceppo osco-umbro, ed Anzio divenne la loro principale città. La Anzio volsca era situata a breve distanza dal mare, presso la località Le Vignacce (situata nella frazione di Santa Teresa). La città era probabilmente dotata di mura e tre porte di accesso: una in direzione di Roma, una verso il mare e una verso Astura. La città controllava una cittadella fortificata, nota come Cenone, che ne faceva da porto ed emporio dal quale gli Anziati partivano per le loro scorrerie piratesche. L'ubicazione del porto è tuttora ignota: alcune fonti la pongono sulla costa di Capo d'Anzio, dove poi è sorto il porto Neroniano, altre fonti la pongono presso la foce del fiume Loricina, dove oggi sorge il castello medievale di Nettuno, altre ancora alla foce del piccolo fiume Sant'Anastasio.
Frequenti furono i combattimenti tra i Volsci e i Romani, soprattutto nel V secolo a.C., quando Anzio ne era la capitale. A questi scontri, si alternarono anche trattati di pace, tant'è che il primo trattato tra Roma e Cartagine incluse, oltre Roma e le città latine, anche Anzio, Ardea, Circei e Terracina.
Anzio fu alleata di Aricia, quando nel 506 a.C. gli Aricini dovettero difendersi dall'attacco loro portato dagli Etruschi, alla fine sconfitti nella battaglia di Aricia.
Ad Anzio si ritirò in esilio Coriolano, dove fu accolto dal nobile anziate Attio Tullio, con il quale organizzò la strategia di sollevazione contro Roma, che tra il 489 a.C. e il 488 a.C., portò i Volsci ad arrivare al IV miglio della via Latina. Ad Anzio fu ucciso Coriolano, mentre si apprestava a difendere il proprio operato al Foro.
Nel 484 a.C., nel territorio prospiciente la città, i Volsci sconfissero duramente in battaglia l'esercito romano, condotto da Lucio Emilio Mamercino, costringendolo ad una vergognosa fuga nottetempo.
Dopo aver perso contro i Romani nella seconda battaglia di Anzio nel 468 a.C., gli Anziati si arresero a Roma e lasciarono un presidio armato in città. L'anno successivo Roma dedusse una colonia nel territorio di Anzio. Nel 459 a.C. Roma, dopo aver conquistato Ardea e sottomesso i Rutuli, assediò nuovamente Anzio, conquistandola, dopo che sia i Volsci, che i coloni romani, si erano ribellati al controllo di Roma.
Tra il 340 e il 338 a.C. i Volsci di Anzio, Lanuvio, Aricia e Velletri entrarono nella guerra latina insieme ad altre popolazioni del Latium contro Roma. Nel 338 a.C. i Volsci vennero sconfitti nella battaglia navale di Anzio presso capo d'Astura. I Romani conquistarono e distrussero il Cenone, privando Anzio del suo porto. I rostri delle navi anziate vennero esposte nel Foro Romano in segno di vittoria contro la storica città rivale. Roma riuscì quindi a soggiogare una volta per tutte Anzio e l'intero Latium.

### Età romana

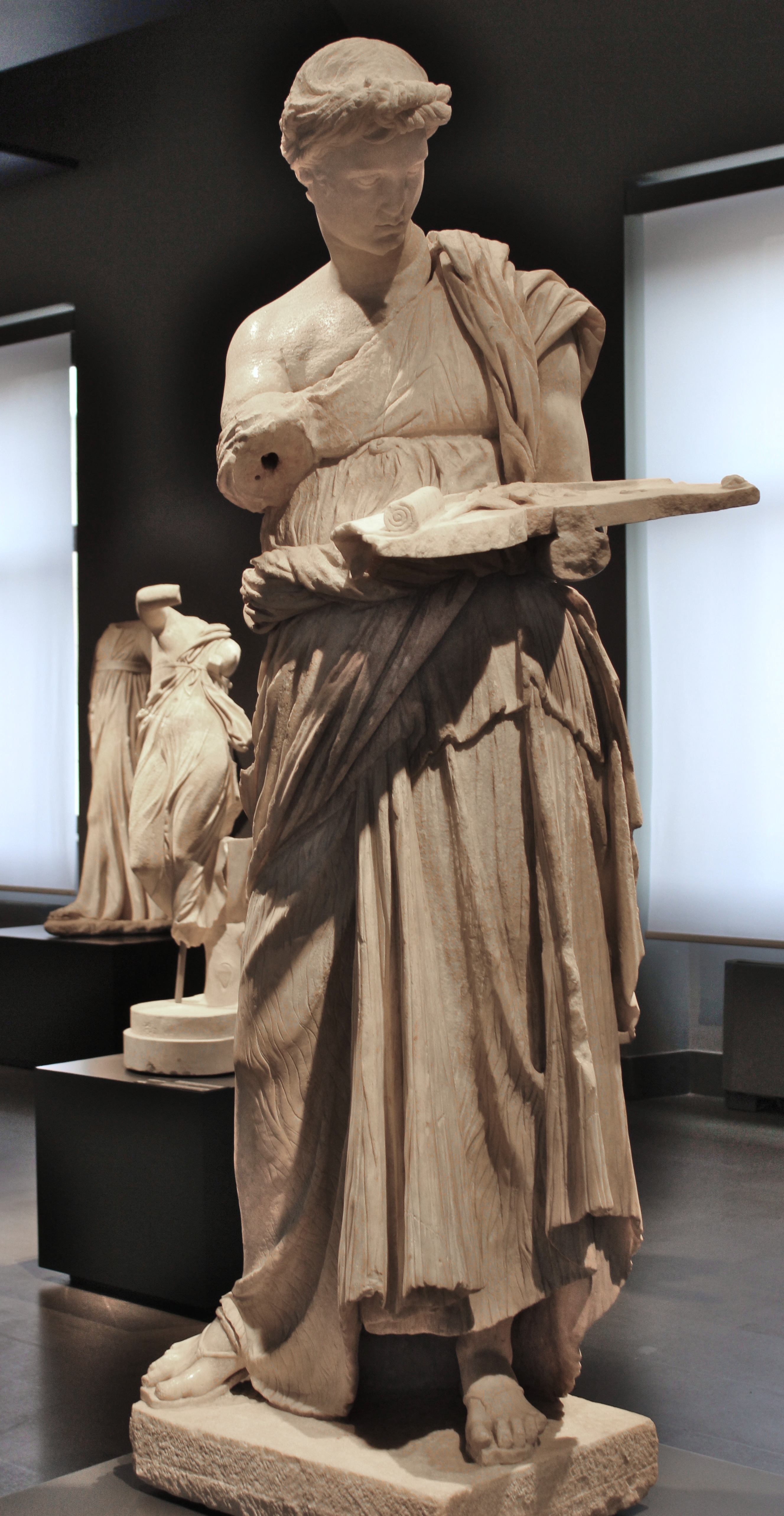
La fanciulla di Anzio

Anzio fu l'unica tra le colonie marittime, insieme ad Ostia, a venir esentata dal fornire soldati di terra nella seconda guerra punica.
Anzio si schierò a favore di Silla nel conflitto contro Gaio Mario e fu saccheggiata dalle turme sannitiche, vicine a Mario.
Sul finire dell'età repubblicana la città di Antium era costellata di ville e templi che si estendevano sui territori delle attuali Anzio e Nettuno, fino al fiume Astura. Era infatti divenuta luogo di villeggiatura di molti patrizi romani. La città ospitò Cicerone quando, tornato dall'esilio, vi riorganizzò i resti delle sue biblioteche, desiderando metterli in un posto sicuro. I romani più eminenti vi costruirono bellissime ville in riva al mare, tra cui Caio Lucrezio e Mecenate.

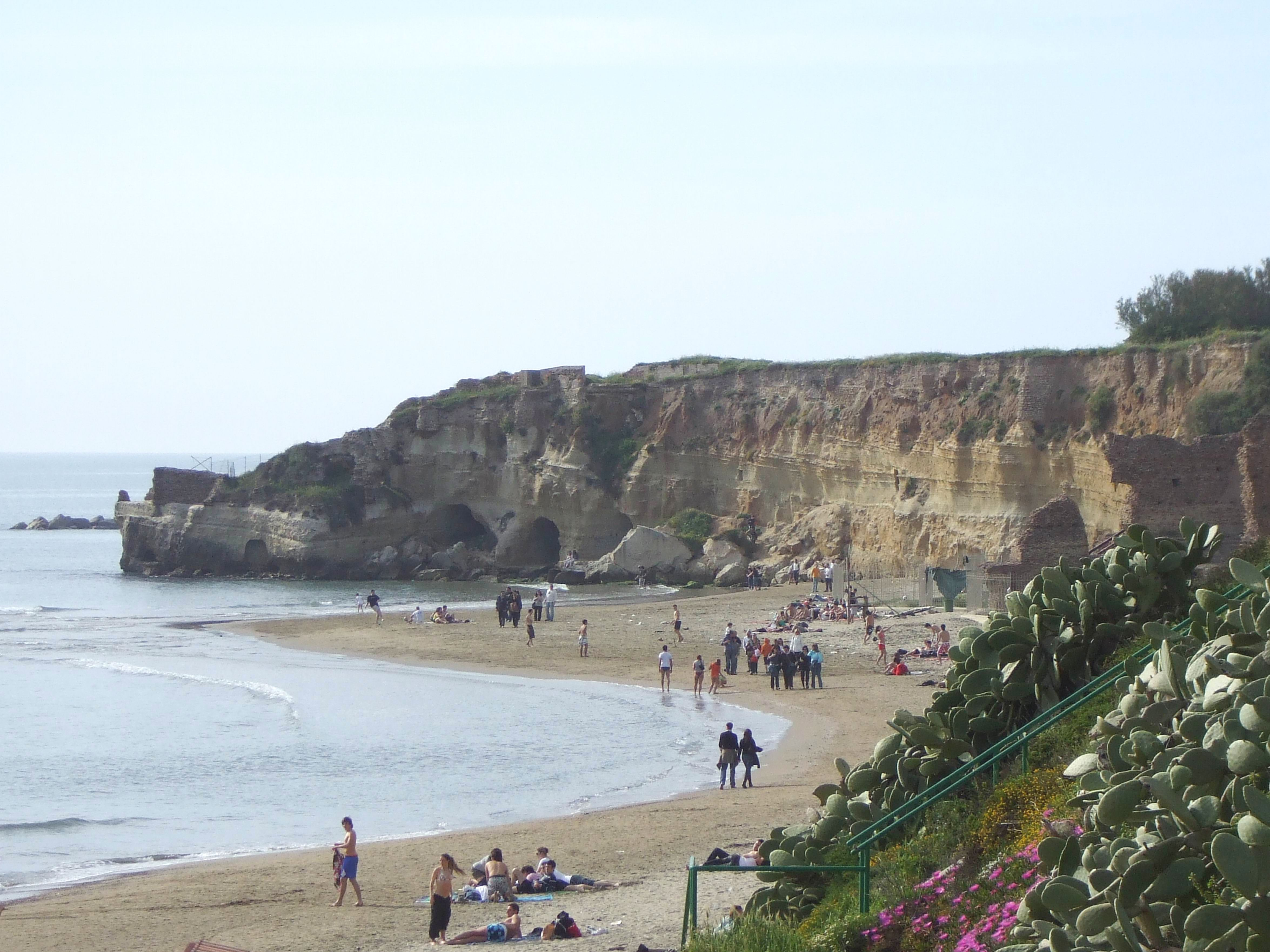
La villa e le grotte di Nerone

Anche Ottaviano costruì una villa presso Capo d'Anzio, dove, secondo Svetonio, nel 2 a.C. fu raggiunto da una delegazione romana che gli offrì il titolo di Pater Patriae.

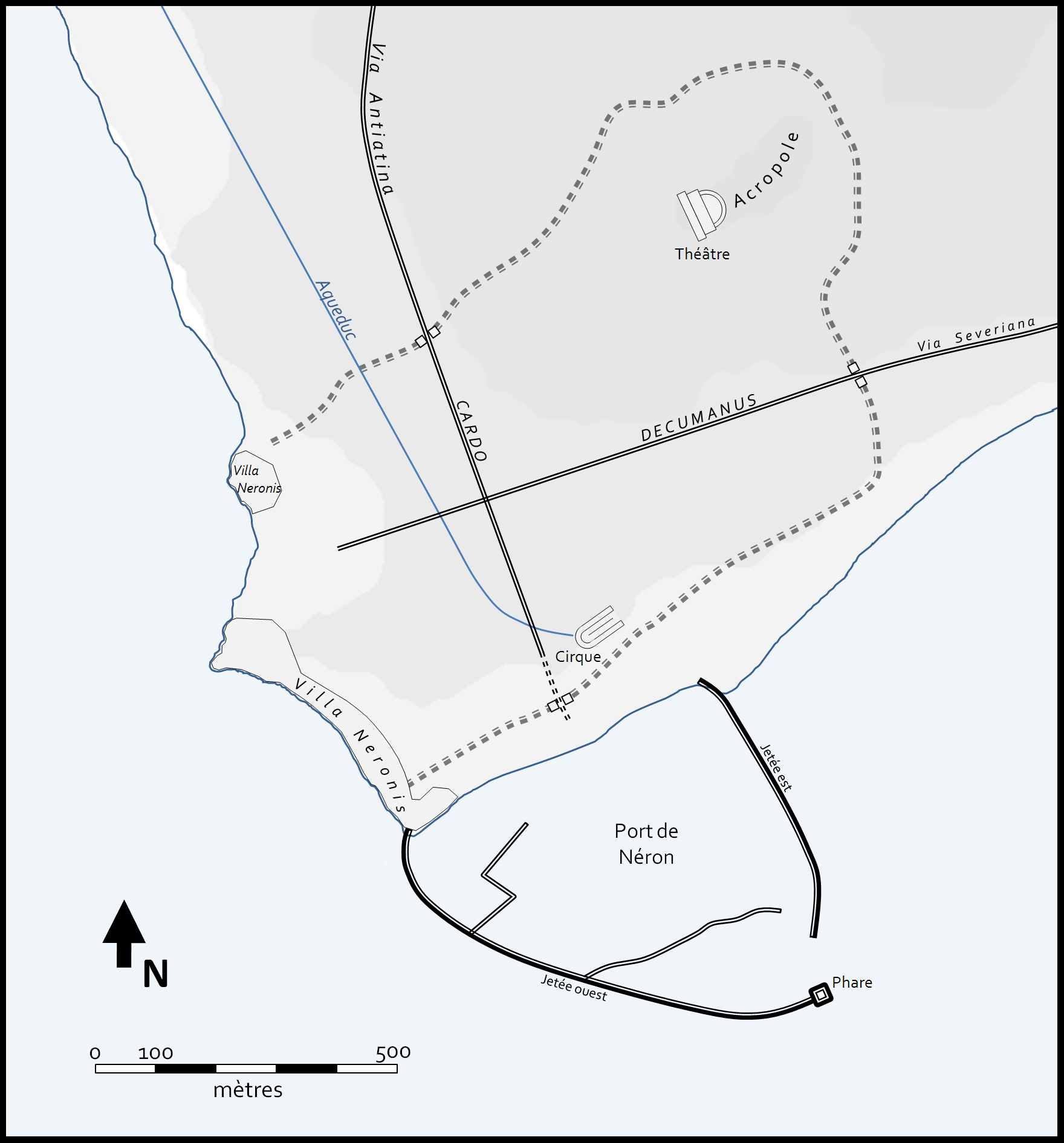
Planimetria dell'antica Anzio (Antium)

Ad Anzio nacquero gli imperatori Caligola, che voleva farne la capitale dell'impero, e Nerone. Quest'ultimo fondò una colonia di veterani in città, espanse la villa imperiale e costruì un nuovo porto. La villa passò nei secoli agli imperatori Domiziano, Adriano e Settimio Severo.
Nell'ultimo periodo dell'impero nasce la diocesi di Anzio, che aveva probabilmente il martire romano sant'Ermete come patrono.

#### Costruzioni, templi e strade

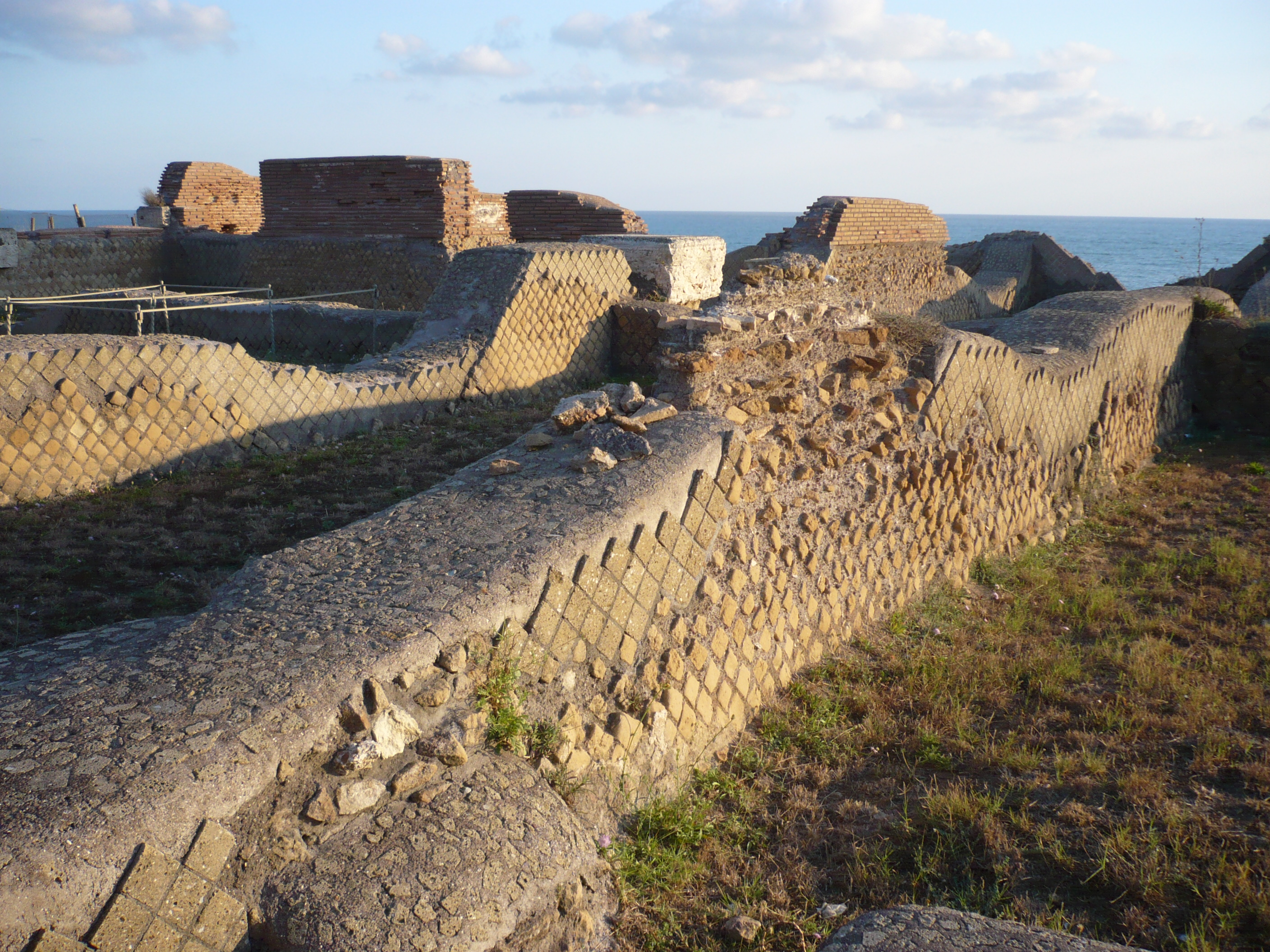
I ruderi della Domus Neroniana

Tra le costruzioni documentate vi sono:
- la villa di Cicerone, dotata di una imponente biblioteca adornata da affreschi originali.[33]
- la villa di Caio Cilnio Mecenate che, secondo Pirro Ligorio, era situata presso le acque Caldane, ove eresse una statua ad Augusto.
- la villa di Caio Lucrezio che, secondo Tito Livio, era situata vicino al fiume Loracina, ove doveva esserci un acquedotto.[34]
- la villa imperiale, ubicata lungo la fascia costiera a Capo d'Anzio. Si distinguono una fase Repubblicana ed Augustea, seguita dalla fase Neroniana, in cui l'imperatore la demolì e ricostruì in modo da ingrandirla e articolarla con numerosi padiglioni, ninfei, fontane e terrazzi. Alla fase Domiziana si deve la costruzione di sistemi di isolamento delle sale e di canalizzazione delle acque, mentre a quella Adriana si devono le opere di abbellimento secondo lo stile della villa di Tivoli. Infine, nella fase Severiana, si devono alcune modifiche strutturali come la costruzione di un grande atrio ad otto colonne e di terme ad occidente della biblioteca.[35]
- il teatro, risalente alla metà del I secolo d.C., situato nell'attuale zona di Santa Teresa.

Tra i templi documentati vi sono:

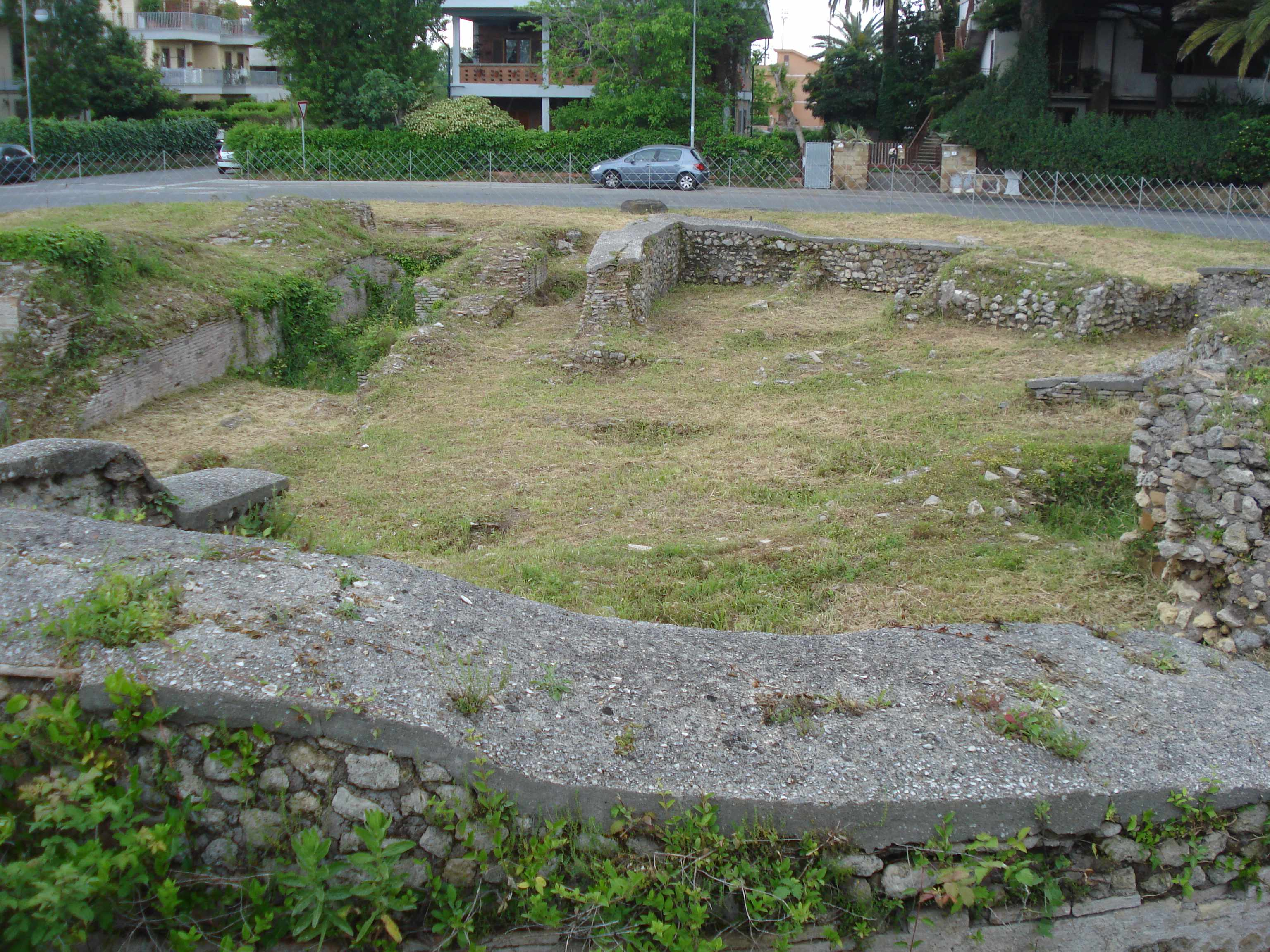
I resti del teatro romano

- Tempio della Dea Fortuna Anziatina, simbolo di Anzio. La sua ubicazione è tuttora ignota, probabilmente si trovava nei pressi di Villa Albani o nell'area della villa imperiale. Il tempio è documentato da Orazio;[36]

(Orazio, Carmina, I, 35)
- Templi del Dio Nettuno: un tempio era situato presso Capo d'Anzio, vicino alla villa imperiale, mentre un altro era situato presso il castello medievale di Nettuno;
- Tempio di Esculapio, ricordato da Livio e forse collocato nei pressi dell'antico porto Cenone. Presso Villa Adele fu trovata una statua in marmo nero antico che rappresentava Esculapio (oggi conservata a Roma al Palazzo Nuovo dei Musei Capitolini);[37]
- Templi di Apollo, uno adiacente al Forte Sangallo di Nettuno e uno probabilmente nell'area della villa imperiale, dove fu trovata una statua in marmo dell'Apollo del Belvedere;
- Tempio di Ercole Anziate, citato da Cicerone, che riportò il trasferimento della statua del dio ad Anzio. La probabile ubicazione è presso Villa Corsini-Sarsina, dove fu ritrovato un mosaico policromo raffigurante il dio;[37]
- Tempio di Giove di cui non se ne hanno tracce, ma fu ritrovata una statua in marmo nero raffigurante il dio presso Villa Adele, nella stessa area di quella di Esculapio;[37]
- Tempio di Cerere Anziatina, documentato in un'inscrizione marmorea conservata a Verona risalente all'85 d.C.;[37]
- Tempio della Spes Augusta;[37]

Vi erano anche molti luoghi di culto dedicati a divinità orientali: una lastra raffigurante il dio Mitra fu rinvenuta presso il porto neroniano, mentre una statua del I - II secolo d.C. del dio Anubi fu rinvenuta nel 1749 nei terreni della famiglia Pamphili.
Le strade che attraversavano Anzio erano:
- la via Anziatina, che si diramava dalla via Appia all'altezza dell'attuale frazione di Frattocchie e terminava proprio ad Anzio.
- la via Severiana, che partiva da Portus (attuale Fiumicino) e, passando per Anzio ed Astura, terminava a Terracina.

### Età medievale e moderna
Durante le invasioni barbariche tra il V e VI secolo Anzio subì le incursioni dei Vandali e degli Ostrogoti. Nel 537, quando gli Ostrogoti di Vitige occuparono Portus, le navi romane approdavano ad Anzio, in quanto il porto di Ostia era troppo pericoloso. Lo storico Procopio fa notare che il porto neroniano era già in decadenza e che il danneggiamento dei bracci rendeva difficoltoso il traffico di merci per Roma.
Il decadimento dovuto alle invasioni barbariche e le successive incursioni dei pirati Saraceni tra l'VIII ed il X secolo, spinsero gli abitanti ad abbandonare il porto e la città di Anzio, di cui si perse persino il nome. Anche la diocesi anziatina venne soppressa e il suo territorio incorporato nella Diocesi di Albano.
Tra il IX ed il X secolo una colonia proveniente dalle isole napoletane si insediò nell'area delle rovine dell'antico tempio del Dio Nettuno, probabilmente attirata dalla pesca ubertosa del litorale, e vi formò un castello, detto di Nettuno in onore proprio dell'antico tempio. Questo fu l'unico insediamento che continuò la storia medievale di Antium.
Nel 1348, non lontano dal centro abitato di Nettuno, venne combattuta, fra genovesi e veneziani, una celebre battaglia navale che si risolse con la vittoria di questi ultimi.
Verso la fine del Medioevo furono erette lungo il litorale di Anzio e Nettuno varie torri costiere che avevano funzione di avvistamento e segnalazione delle incursioni dei pirati Saraceni:
- Torre Astura, risalente al XII secolo, localizzata presso la foce del fiume Astura;
- Torre di Capo d'Anzio, costruita dai Frangipane presso i resti della villa imperiale;[39]
- Torre Sant'Anastasio, situata presso il fosso Sant'Anastasio. Secondo la tradizione riportata dagli Acta Sanctorum, questa torre è situata nel luogo dove approdò la nave che trasportava a Roma le reliquie del monaco persiano Anastasio, che sarebbe stato martirizzato nel 628 sotto il regno di Cosroe II.[40]

Nella seconda metà del Cinquecento il feudo di Anzio e Nettuno passò a Marcantonio Colonna, famoso per la sconfitta inflitta ai turchi nella battaglia di Lepanto nel 1571.
Su ordine di papa Pio IV, Marcantonio Colonna fece costruire altre due torri nell'attuale territorio anziate:
- Tor Materna, chiamata così in onore della madre, Giovanna d'Aragona;
- Tor di Caldano, chiamata così perché costruita a difesa delle caldane delle miniere di zolfo.

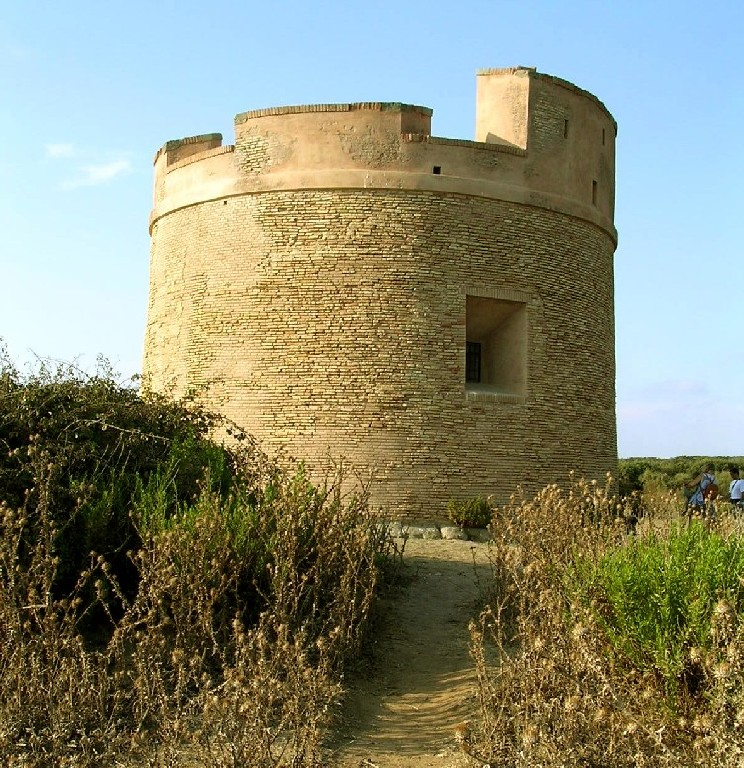
Tor di Caldano

Il 23 settembre 1594, papa Clemente VIII acquistò per la Camera apostolica la signoria su Anzio e Nettuno da Marcantonio III Colonna per 400.000 scudi e istituì il "Comune di Nettuno", che ereditò l'intero territorio dell'antica Anzio.
Il papa diede disposizioni al cardinale Bartolomeo Cesi di provvedere a salvaguardare lo scarso patrimonio edilizio della borgata. Egli fece costruire nel 1594 la prima delle ville cardinalizie di Anzio e Nettuno, detta appunto Villa Cesi (oggi Villa Adele). La villa fu poi acquistata dal cardinale Camillo Pamphili nel 1648, che la ribattezzò come "Casino pamphiliano".
Successivamente, nel 1674, venne costruita Villa Costaguti (oggi Villa Borghese) dal cardinale Vincenzo Costaguti.
Il 2 febbraio 1691, il cardinale Antonio Pignatelli, salpato da Napoli alla volta di Civitavecchia per recarsi al Conclave a Roma, fu colto da una violenta tempesta che lo costrinse a trovare rifugio proprio presso l'antico porto neroniano.
Il cardinale promise ai pochi abitanti del luogo che si erano prodigati nell’ospitarlo e alle autorità nettunesi di ricostruire il porto di Anzio se fosse stato eletto al soglio pontificio.
Eletto pontefice il 12 luglio, col nome di Innocenzo XII, decise di procedere alla ricostruzione del porto e mantenere la promessa data. Ad aprile del 1697 il papa si recò a Nettuno, dove fu accolto con molti festeggiamenti, e poi a Capo d'Anzio presso l'antico porto, insieme ad altri cardinali, agli ingegneri Carlo Fontana e Alessandro Zinaghi, alle autorità e a molti cittadini nettunesi. Qui il pontefice scartò il progetto dell'ingegnere Fontana, che proponeva di restaurare l'intero porto Neroniano, in favore del meno oneroso progetto di Zinaghi, che prevedeva il restauro solo del braccio di levante dell'antico porto (molo neroniano) e la costruzione di un nuovo molo perpendicolare ad esso verso levante (molo innocenziano).

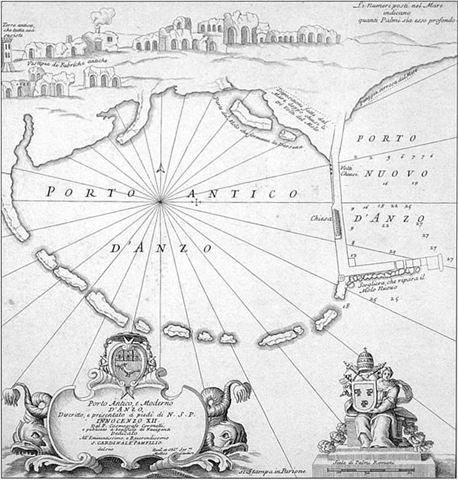
Pianta di Anzio del XVIII secolo, con il porto neroniano ed innocenziano

Questa decisione si rivelò un grave errore: il nuovo molo non era in grado di proteggere dai venti e dalle mareggiate del II e III quadrante che lo devastavano in corso d’opera e il costo della sua realizzazione superò di gran lunga la somma preventivata. Inoltre, il nuovo porto era costantemente soggetto ad insabbiamento, che costrinse a continue opere di dragaggio, al prolungamento del molo e alla realizzazione di un canale per l'espurgo della sabbia e del fango all'interno del bacino dell'antico porto, che si interrò per buona parte del braccio di levante sino alla base di quello di ponente.
Nonostante i problemi strutturali, i lavori del porto si conclusero comunque nel 1700. Il papa acquistò le dieci rubbie del territorio di Nettuno corrispondenti all'area di Capo d'Anzio, includendo quindi il nuovo porto, Villa Pamphili e la Torre d'Anzio. Quest'area, che prese il nome di Porto d'Anzio, era giurisdizionalmente distaccata da Nettuno, immune da dazi e sotto il controllo di un Protettore scelto direttamente dal pontefice. Il primo Protettore di Porto d'Anzio fu il cardinale Benedetto Pamphili, che si adoperò nella costruzione di un fortino militare sul molo innocenziano e di un arsenale sulla costa.
Oltre al porto, il papa fece costruire:
- un fontanone, posizionato nella futura Piazza Pia, utile ai pescatori per approvvigionarsi di acqua potabile;
- una cappella dedicata a Sant'Antonio, situata sul molo neroniano;
- il tracciato della Nettunense.

Inoltre, si dedicò al prosciugamento delle paludi anziatine che infestavano il territorio a nord di Anzio.
L'area del porto cominciò quindi a rianimarsi di pescatori, esperti in riparazioni navali, operai edili e numerosi commercianti, provenienti dal resto della Campagna di Roma e dal Regno di Napoli, soprattutto da Gaeta.

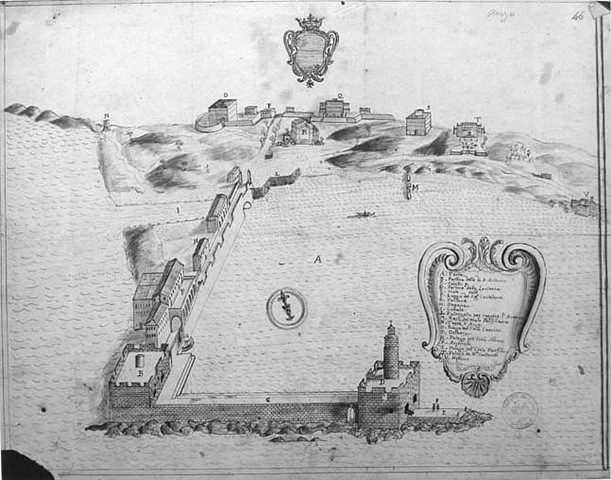
Porto d'Anzio in un disegno del 1750

Tra il 1726 ed il 1735 furono costruite anche le altre due ville cardinalizie: Villa Albani, dal cardinale Alessandro Albani, e Villa Corsini, dal Cardinale Neri Maria Corsini. Quest'ultimo ottenne dallo zio, papa Clemente XII, il titolo di Protettore di Porto d'Anzio.

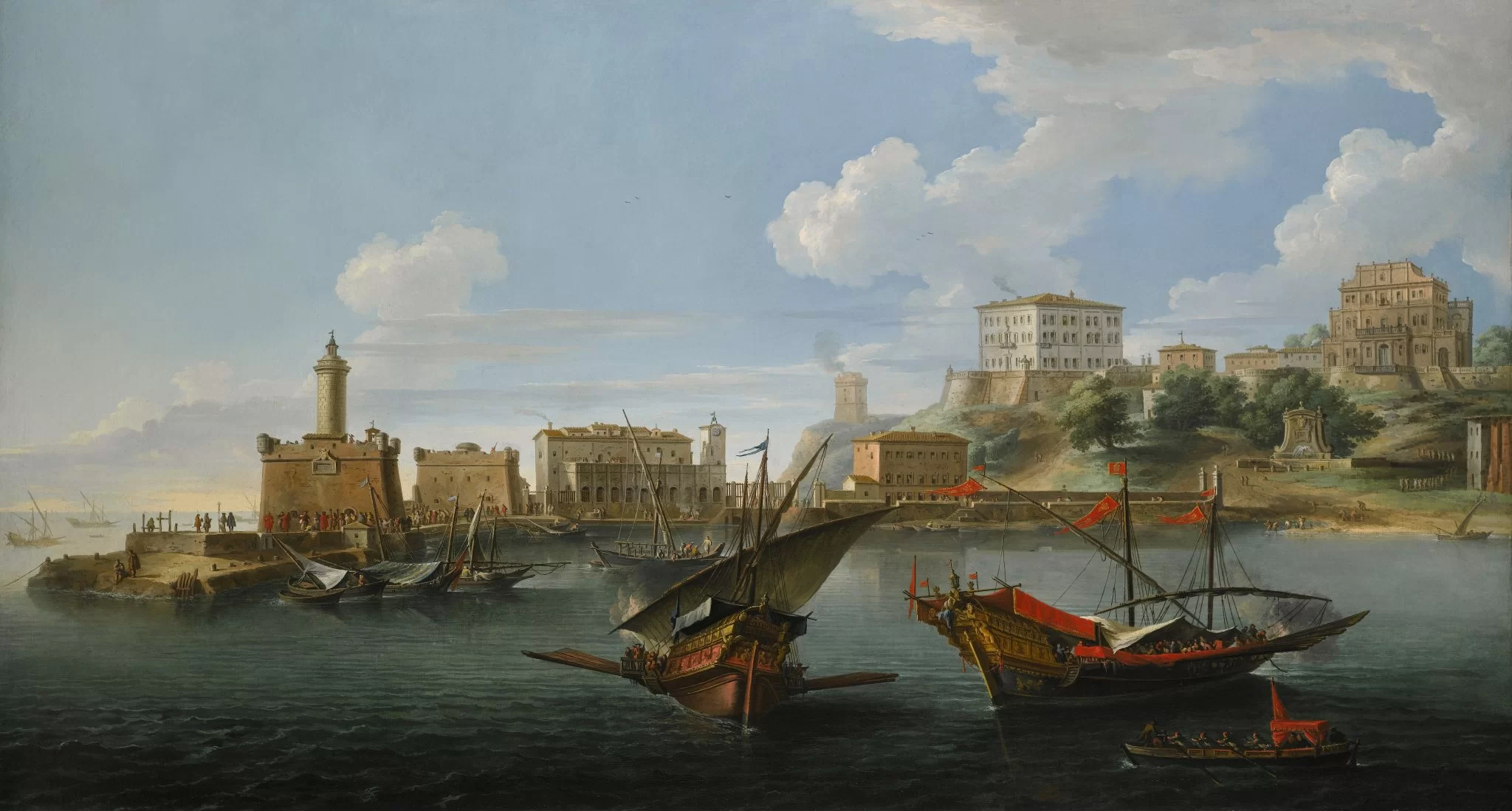
Porto d'Anzio in un dipinto del XVIII secolo, con Villa Albani, Villa Corsini e la Torre di Capo d'Anzio

Nel 1744, durante la guerra di successione austriaca, il porto di Anzio venne occupato dalle truppe spagnole per fermare a Velletri le truppe austriache.

### Età contemporanea

#### Dalla rivoluzione francese all'Unità d'Italia
Con la rivoluzione francese e la proclamazione della Repubblica Romana, una delegazione repubblicana creò un quartier generale a Villa Corsini, mentre le truppe francesi si stabilirono nel fortino sul molo.
Con il ritorno dello Stato Pontificio, il territorio era continuamente assaltato da pirati turchi, che saccheggiavano i bastimenti pieni di carbone e cereali, costringendo il Pontefice a pontenziare le difese delle torri costiere e aumentare il numero di soldati.
Nel 1809 Napoleone Bonaparte annesse lo Stato Pontificio e Porto d'Anzio entrò a far parte dell'arrondissement di Velletri del dipartimento di Roma.
Nel 1813 Porto d'Anzio fu occupata per due giorni dagli inglesi, che violarono il blocco continentale imposto da Napoleone. Nella ritirata distrussero i fortini, la Torre di Capo d'Anzio, parte della Torre di Caldano e le strutture portuali.
Con la caduta di Napoleone nel 1814, papa Pio VII tornò a Roma e venne ristabilito lo Stato Pontificio, che si adoperò per la riattivazione del porto.
Nel 1827 una riforma amministrativa dello Stato Pontificio riunì Porto d'Anzio a Nettuno, istituendo il "Comune di Nettuno e Porto d'Anzio". Il comune occupava il territorio delle attuali Anzio, Nettuno e Conca (oggi parte del comune di Latina) e contava 1.565 abitanti.
Nel 1831 la signoria su Nettuno e Porto d'Anzio, passò dalla Camera Apostolica alla famiglia Borghese-Aldobrandini.
Dopo la fuga di papa Pio IX da Roma a seguito dei disordini nella città, nel 1849 venne proclamata la Repubblica Romana. Il papa, ritiratosi a Gaeta, chiese l'intervento delle potenze cattoliche per ristabilire l'ordine nello Stato Pontificio.
Il 27 aprile sbarcò a Porto d'Anzio un battaglione di 650 volontari lombardi in sostegno della Repubblica. Il 6 maggio le truppe spagnole costrinsero il presidio militare sul porto ad ammainare le bandiere della Repubblica ed innalzare quelle pontificie. Il 19 maggio le truppe repubblicane, sconfitte quelle napoletane a Velletri, ripresero il controllo di Porto d'Anzio e innalzarono nuovamente il tricolore. Il 13 giugno sbarcarono le truppe francesi che sconfissero le truppe nel Fortino sul molo e catturarono i sostenitori della Repubblica, portandoli nel Presidio francese a Civitavecchia.
Con l'assedio francese di Roma, venne ristabilito lo Stato Pontificio e papa Pio IX tornò nella capitale il 12 aprile 1850.
Tra il 1850 ed il 1870 Pio IX promosse un notevole sviluppo di Porto d'Anzio: acquistò e restaurò Villa Albani, rendendola la sua residenza estiva, e fece demolire le casupole di paglia che circondavano il porto per la costruzione di case moderne.

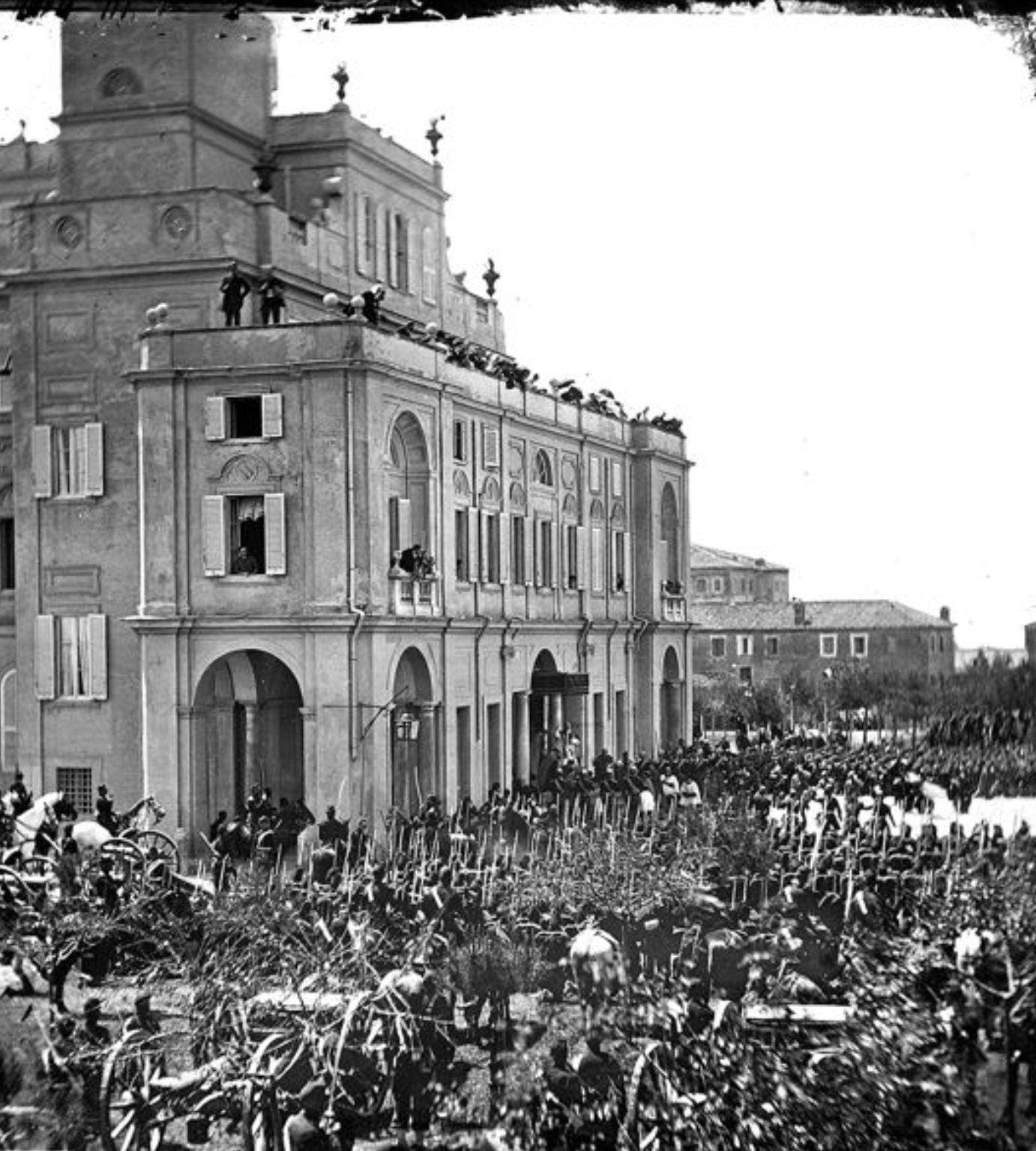
Benedizione di Pio IX delle truppe pontificie presso Villa Albani

Fece inoltre costruire una nuova piazza, detta appunto Pia, su cui venne costruita anche la Chiesa dei Santi Pio e Antonio in stile neoclassico, che sostituì la vecchia chiesa innocenziana ubicata sul molo ormai troppo piccola per il crescente numero di abitanti.
Infine costruì un faro a Capo d'Anzio, vicino alle rovine dell'antica torre e della villa imperiale.
Nel 1857, per desiderio dei portodanzesi, nacque il "Comune di Anzio" che ottenne un quarto del territorio del precedente Comune di Nettuno e Porto d'Anzio.

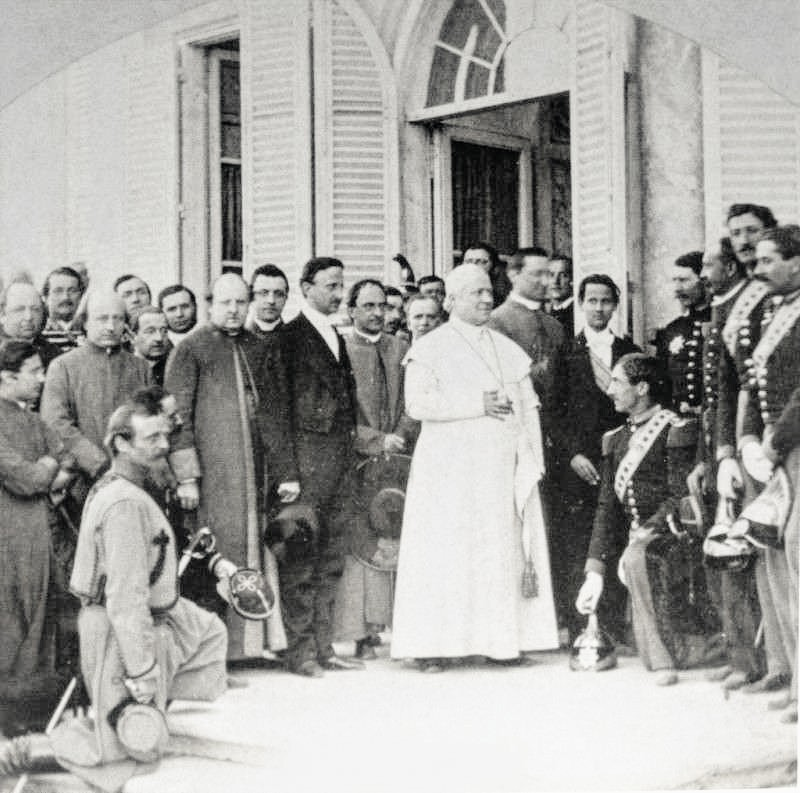
Pio IX con il re delle Due Sicilie Francesco II (a sinistra con il frac scuro) nel 1862 a Villa Albani

Nel 1870 il territorio, a seguito della presa di Roma, venne definitivamente integrato nel Regno d'Italia.

#### Ingresso nel Regno d'Italia
Nel 1889 venne costruito il collegamento ferroviario tra Anzio e Roma, che favorì il traffico di merci tra la cittadina portuale e la capitale.
Negli ultimi decenni dell'Ottocento e nei primi del Novecento, Anzio acquistò le connotazioni di un elegante centro balneare, meta di soggiorno di alcune note famiglie dell'aristocrazia e dell'alta borghesia romane. Risalgono a quel periodo alcuni villini e il Casinò — detto il "Paradiso sul mare" — interessante edificio liberty di Cesare Bazzani completato nel 1924, attualmente proprietà comunale.
Nel 1925 Anzio divenne uno dei principali centri per le telecomunicazioni. Il 16 marzo fu inaugurata la stazione cablografica e il primo cavo telecomunicativo sottomarino che connetteva il porto anziate a New York. Successivamente vennero realizzati anche collegamenti con l'Argentina, il Brasile e l'Uruguay.

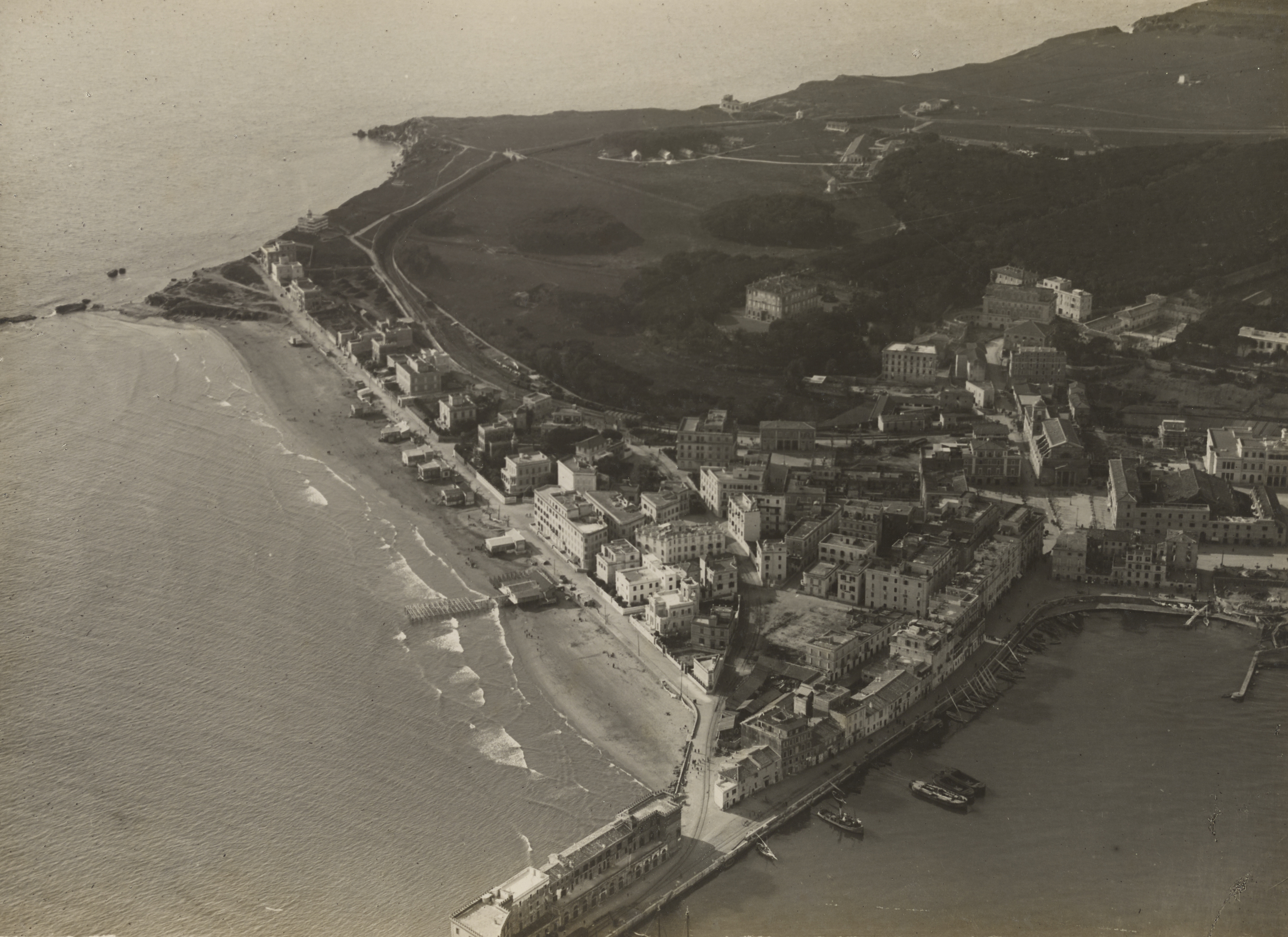
Anzio negli anni '40

Il 17 novembre 1939, dopo 82 anni di divisione, Anzio venne unita amministrativamente a Nettuno andando a formare l'agglomerazione di Nettunia. I due centri venivano considerati complementari, con Anzio (detta Nettunia Porto) fulcro delle attività marittime e commerciali, e Nettuno (detta Nettunia Centro) dedita al settore agricolo. La sede del nuovo comune era ubicata presso il Paradiso sul mare. L'unione durò solo cinque anni e mezzo fino al 3 maggio 1945.

#### Sbarco alleato e Battaglia di Anzio

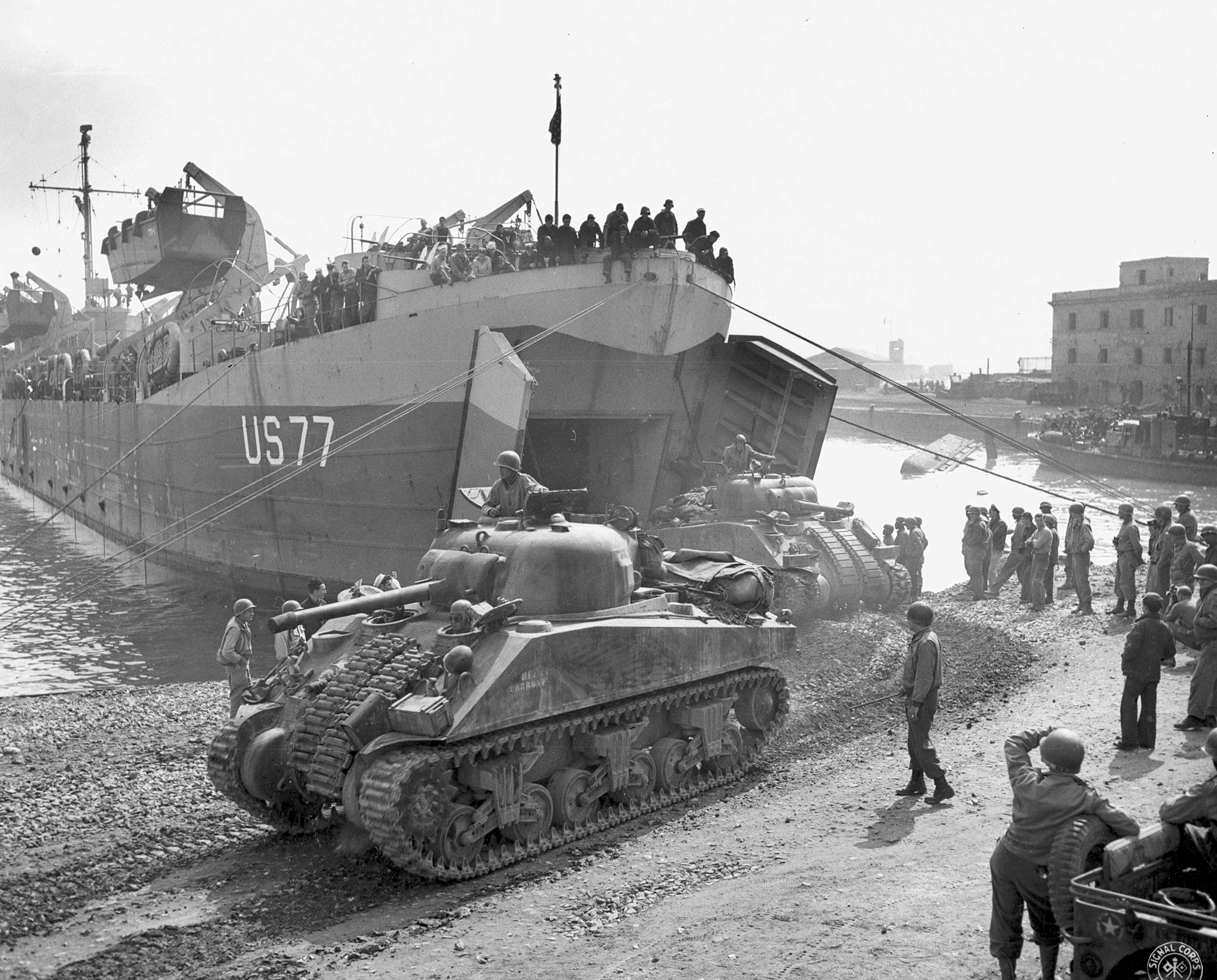
Lo sbarco

Anzio è conosciuta internazionalmente per essere stata teatro di una delle più celebri azioni della seconda guerra mondiale, lo sbarco e la successiva battaglia che da lei prendono il nome. Il giorno 22 gennaio 1944 gli eserciti alleati iniziarono a sbarcare su un'ampia fascia costiera sul territorio di Anzio e Nettuno.
Il porto della città fu utilizzato come centro logistico della testa di ponte ed ingegneri alleati allungarono il molo innocenziano con dei blocchi artificiali per aumentarne le capacità logistiche, per questo iniziò ad essere bombardato dai tedeschi mediante un potente cannone situato nella galleria di Ciampino, a circa 30 km di distanza in linea d'aria.
Anzio e Nettuno rappresentarono i perni di tutta l'operazione e Anzio fu il centro abitato che subì più danni. Oltre alle vittime civili, gran parte del patrimonio edilizio della città andò distrutto o semidistrutto, tra cui le strutture militari di epoca pontificia e il Palazzo Sinimberghi sito in piazza Pia con la facciata ricoperta di pitture in graffito di Luigi Fontana (pittore attivo a cavallo del XIX-XX secolo). Lo sbarco si protrasse anche nei giorni successivi ed ebbe termine solo il 31 gennaio, quando approdarono le ultime unità anglo-americane. In totale sbarcarono oltre centomila uomini con una gran quantità di materiale bellico.
I tedeschi, colti di sorpresa, iniziarono a reagire energicamente solo tre giorni dopo l'inizio dell'azione, quando si era già costituita una solida testa di ponte attorno ad Anzio e nelle zone limitrofe. Purtuttavia l'obiettivo di una rapida conquista della vicina capitale, che aveva spinto gli Alleati a progettare lo sbarco, non venne raggiunto. Roma, situata a soli cinquanta chilometri di distanza, o poco più, venne infatti liberata solo quattro mesi e mezzo più tardi, il 4 giugno 1944.

#### Dal dopoguerra ad oggi

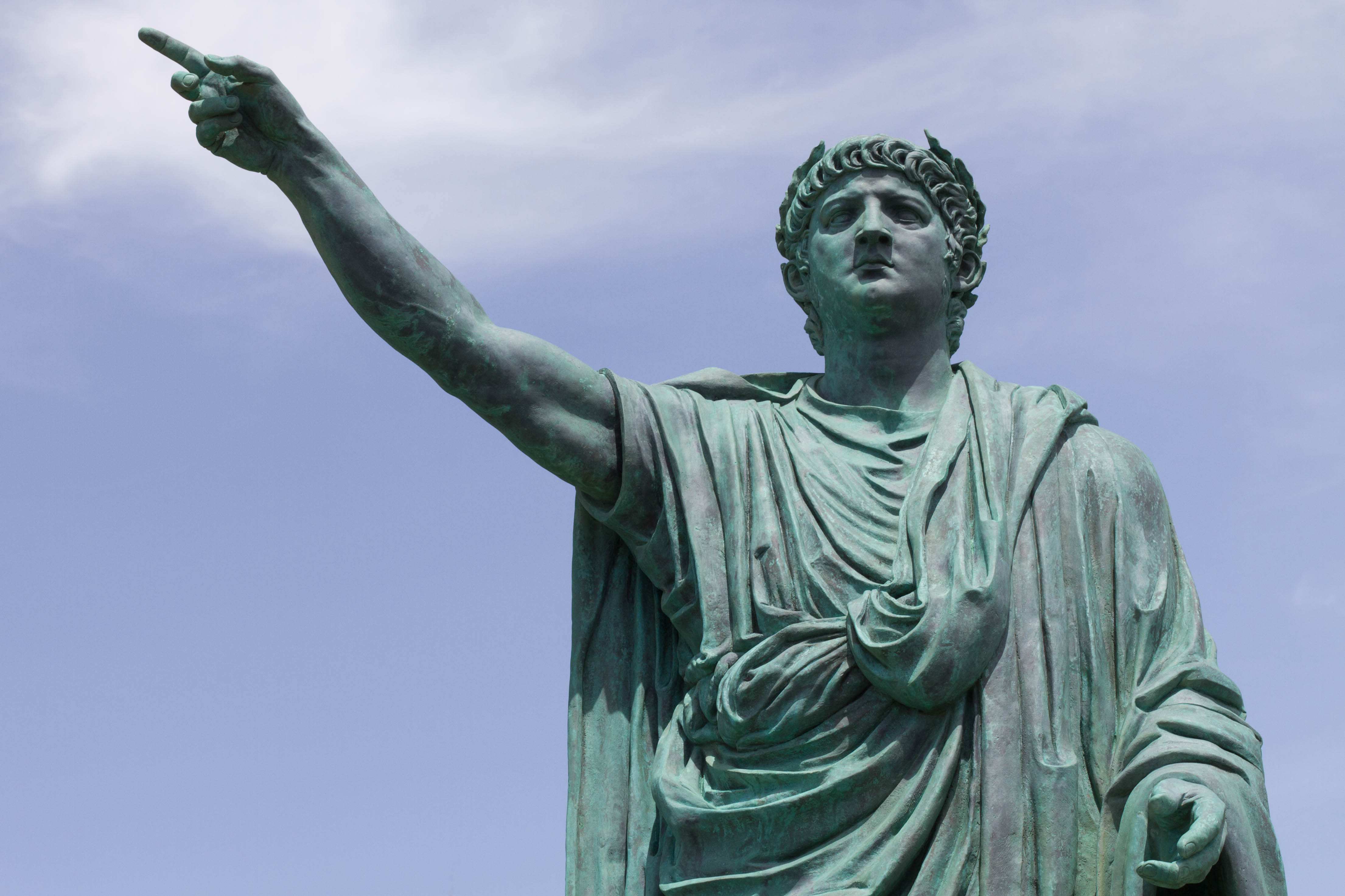
Statua moderna di Nerone di Claudio Valenti

Dal dopoguerra fino agli anni 1970 il territorio di Anzio subì una grande trasformazione urbanistica, con la creazione ex novo di interi quartieri nell'entroterra anziate.
Nel 1969 e nel 1973 salpò dal porto di Anzio l'esploratore Ajmone Cat con una barca a vela alla volta dell'Antartide, diventando il primo italiano a compiere questa impresa.
Il 23 novembre 2022 il comune di Anzio è stato sciolto e di conseguenza commissariato dal Ministro dell'Interno per infiltrazioni mafiose, nel 2024 il consiglio dei Ministri ha prorogato di ulteriori sei mesi il commissariamento del comune

### Simboli
Lo stemma del comune è costituito da uno scudo ovale e raffigura la dea Fortuna in piedi su una ruota, con una cornucopia nella mano sinistra e nella destra un timone, con il mare sullo sfondo. L'ovale è sormontato dalla scritta "O DIVA GRATUM
QUAE REGIS ANTIUM".
Il gonfalone è un drappo troncato di bianco e di azzurro.

## Monumenti e luoghi d'interesse
Numerosi i resti di ville romane lungo tutta la costa: opere d'arte come La Fanciulla di Anzio, Il Gladiatore Borghese oggi al Louvre, e l'Apollo del Belvedere, conservato in Vaticano, furono tutte rinvenute in dimore patrizie dell'antica Antium. 
Monumento ai Caduti delle due Guerre Mondiali

### Architetture religiose

Chiesa dei SS. Pio e Antonio

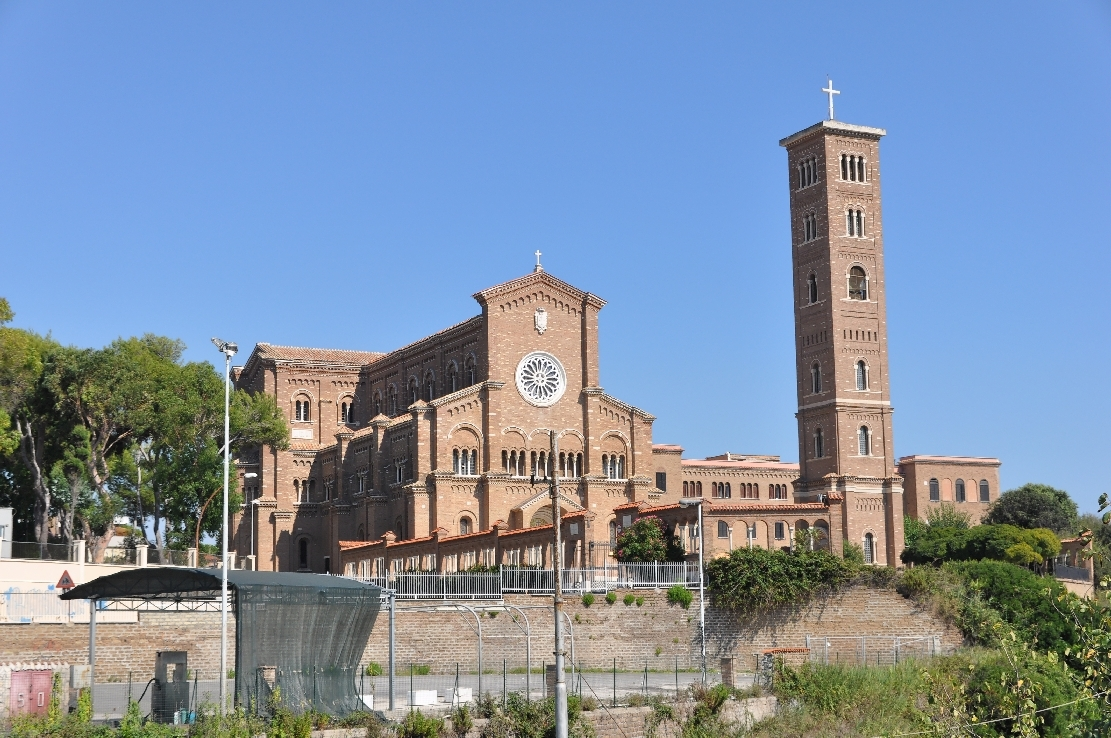
Basilica di Santa Teresa del Bambino Gesù

- Chiesa dei Santi Pio e Antonio, sede della vicaria di Anzio. È anche sede titolare della diocesi di Anzio.[63]
- Basilica di Santa Teresa del Bambino Gesù, condotta dai Padri Carmelitani Scalzi. In seguito alla santificazione di Teresa, si decise di innalzare a Lei un santuario. L'8 agosto 1926 il vescovo diocesiano Granito Pignatelli di Belmonte pose la prima pietra e la chiesa, in stile romanico, venne inaugurata il 6 agosto 1939[64]. In seguito fu elevata da papa Giovanni XXIII alla dignità di basilica minore.[65]
- Chiesa di S. Benedetto
- Chiesa di S. Antonio Abate
- Chiesa di S. Francesco d'Assisi
- Chiesa del Sacro Cuore
- Cimitero della Battaglia di Anzio[66]

### Architetture civili

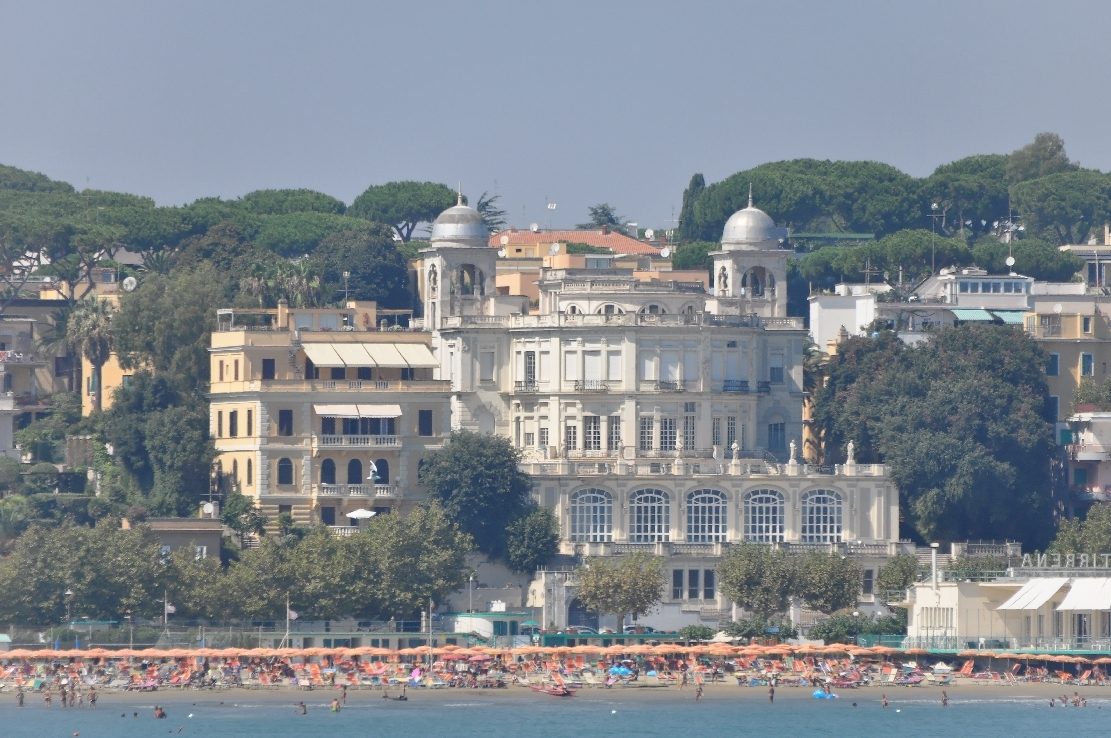
Paradiso sul mare

- Villa Adele, costruita dal cardinale Bartolomeo Cesi, acquistata poi da Camillio Pamphili. Nel 1834 la villa passò a Francesco Borghese-Aldobrandini che la soprannominò "Villa Adele" in onore della sua sposa. Oggi è sede di vari uffici del comune, del Museo Civico Archeologico, del Museo dello Sbarco di Anzio e della biblioteca comunale.[42]
- Villa Albani, costruita tra il 1726 e il 1733 dal cardinale Alessandro Albani, passato poi a papa Pio IX. Con l'annessione al Regno d'Italia la villa venne incamerata dal demanio e dal 1881 venne adibita ad ambulatorio. Tuttora è un presidio ospedaliero della ASL Roma 6.[67]
- Villa Corsini-Sarsina, fatta costruire dal cardinale Neri Maria Corsini, tra il 1732 e il 1735. Successivamente passò a Don Pietro Aldobrandini, principe di Sarsina (da cui il nome della villa). Oggi è sede del Comune.[68]
- Cimitero britannico
- Paradiso sul mare[69]
- Monumento di Angelita di Anzio
- Statua moderna di Nerone
- Liceo Chris Cappell College (donazione della Fondazione Christian Cappelluti)[70]
- Faro di Capo d'Anzio

### Architetture militari
- Tor di Caldano
- Torre Sant'Anastasio

### Siti archeologici

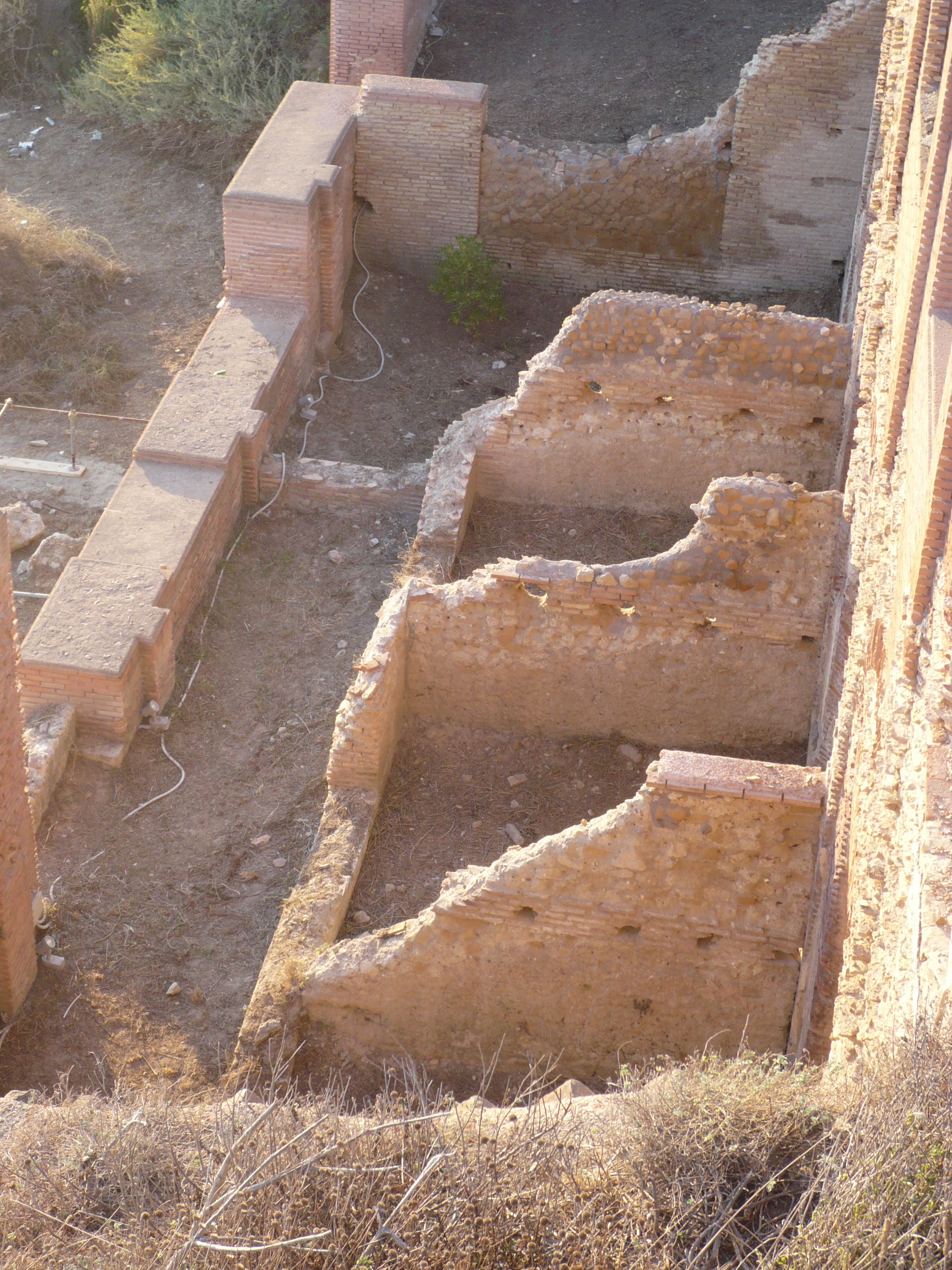
Le biblioteche nella Domus Neroniana

- Villa di Nerone: non può tuttavia essere identificata con certezza, sebbene venga generalmente posta nei pressi del cosiddetto Arco Muto, dove tuttora si trovano le rovine di un teatro. La dimora dell'imperatore si estendeva sul Capo d'Anzio lungo una fascia costiera di circa ottocento metri e venne edificata sul sito di una precedente villa dove Augusto aveva ricevuto una delegazione da Roma per essere acclamato Pater Patriae. Nerone volle erigere una villa degna, per dimensioni e magnificenza, del suo status di imperatore. Dopo la morte di Nerone tutti i Cesari romani la utilizzarono fino alla dinastia dei Severi.
- Teatro romano di Anzio
- Parco del Vallo Volsco: Anzio è stata una delle capitali della popolazione centro-italica dei Volsci. Il sito archeologico aperto nel 2017, si dirama su un breve percorso pedonale, piccole aree attrezzate e accesso limitato alle grotte scavate, usate in antichità come ripari, stalle o tumuli. Il parco si erge adiacente alla basilica di Santa Teresa. L'ingresso è libero, esclusivamente nel periodo estivo è possibile visitare l'area con l'ausilio di una guida.
- Necropoli di Cavallo morto, forse il più antico sito ad incinerazione del Lazio.
- Ipogeo della gens Mulakia: un sepolcreto ipogeo situato nella zona di Santa Teresa, presso il cimitero civile, scoperto il 27 dicembre 1938. Si accede da un'apertura in pietra con pochi gradini ed è costituito da tre complessi sepolcrali. All'interno sono stati trovati i resti di una signora della famiglia Mulakia, con il suo corredo funebre. La signora era probabilmente morta di parto in quanto sono stati trovati anche i resti ossei di un bimbo in età prenatale. Tutti gli oggetti del corredo sono conservati presso il Museo Civico Archeologico di Villa Adele.[71]
- Villa di Cicerone[72]
- Grotte di Nerone
- Arco Muto
- Villa Imperiale

### Aree naturali

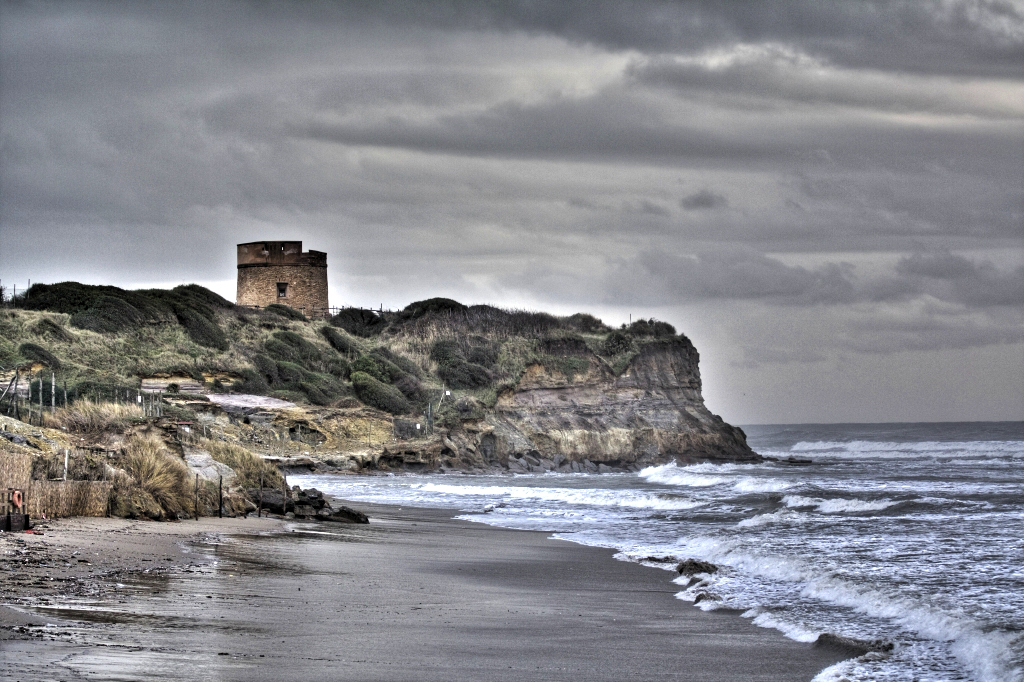
Riserva naturale regionale Tor Caldara

- Riserva naturale regionale Tor Caldara
- Vallo Volsco

## Società

### Evoluzione demografica
Abitanti censiti

### Etnie e minoranze straniere
Al 31 dicembre 2015 ad Anzio risultano residenti 6 181 cittadini stranieri (11,40%), le nazionalità più rappresentate sono:
- Romania: 2 099 (3,87%)
- Bulgaria: 846 (1,56%)
- Pakistan: 2 478 (3,88%)

### Tradizioni e folclore
La festa di sant'Antonio da Padova, protettore dei pescatori e patrono di Anzio, si svolge il 13 giugno con tanti appuntamenti tradizionali di devozione religiosa con tanto coinvolgimento della cittadinanza, grazie anche alla Confraternita di Sant'Antonio di Padova e alla Lega Marinara di Sant'Antonio. La processione "per terra e per mare" con l'effige del santo patrono, per una solennizzazione maggiore e a culmine del mese Antoniano denso di appuntamenti religiosi e civili, è solitamente spostata all'ultimo sabato di giugno.. Durante la festa patronale, le vie del paese vengono addobbate con luminarie e colori festivi. Dopo la messa, si procede con la processione che attraversa le vie del centro storico fino al porto Innocenziano. Qui la statua del santo viene caricata in una barca e, dopo un breve percorso nel porto, ha luogo la benedizione della Città impartita dal parroco Arciprete della chiesa madre di Anzio.
Ogni anno poi si svolge il "Palio del Mare" dove i quartieri di Anzio si contendono il titolo con una regata di imbarcazioni J24 sullo specchio di mare antistante il Porto di Anzio luogo di tradizionali regate dei circoli velici legati alla città di Anzio. Il Palio del Mare nasce per ricordare l'opera di Papa Innocenzo XII al secolo Antonio Pignatellli che volle ad Anzio ricostruire il porto, l'attuale porto innocenziano e, devoto di San Antonio di Padova, fece costruire nel braccio portuale, una cappella dedicata al santo dei miracoli nel 1697, facendo nascere così la devozione al Santo di Padova e l'abbraccio di Anzio a questo santo francescano come patrono della città da oltre 3 secoli.

### Istituzioni, enti e associazioni

#### Sanità
Anzio è, assieme a Nettuno, parte del distretto H6 (che proprio in città ha sede) della ASL Roma 6 (ex ASL Roma H). Nel territorio comunale sono presenti l'Ospedale Riuniti Anzio-Nettuno e il Presidio Villa Albani.
Anzio è anche sede del Dipartimento Militare di Lungodegenza, situato alla Caserma "Bocchetti".

## Cultura

### Istruzione

#### Biblioteche
La principale biblioteca pubblica di Anzio è situata a Villa Adele.

#### Scuole
Anzio è sede di varie scuole elementari e medie, e di un numero rilevante di complessi scolastici per le scuole superiori. Tra gli indirizzi presenti si trovano: istituto professionale alberghiero; i licei: scientifico, linguistico, classico e artistico; gli istituti tecnici per: moda, sanità e assistenza sociale, nautica, promozione commerciale e pubblicitaria.

#### Università
Ad Anzio è presente una sede dell'Università di Roma "La Sapienza", presso Villa Albani:
- Facoltà di Medicina e Chirurgia (corso di laurea in scienze infermieristiche)

#### Musei
- Museo dello sbarco di Anzio[80];
- Museo civico archeologico[81];
- Piccolo museo della marineria[82];

### Media

#### Stampa
- Il Granchio[83]
- Il Clandestino[84]
- L'Eco del Litorale[85]
- InLiberaUscita[86]
- CittàInsieme[87]
- Il Caffè di Anzio e Nettuno[88]

#### Cinema
Anzio è stata set di numerosi film famosi per la presenza di numerosi luoghi d'interesse come le rovine della villa imperiale e del porto romano, il Paradiso sul mare, il porto pontificio e la riserva di Tor Caldara.
- La divina commedia (1911), filmato presso le grotte di Nerone;[89]
- Quo vadis?, diretto da Enrico Guazzoni;[89]
- Come le foglie (1913);[89]
- Ma l'amor mio non muore (1913), diretto da Mario Caserini;[89]
- Maria di Magdala (1917), filmato presso le rovine della villa imperiale;[89]
- Totò le Mokò (1949), diretto da Carlo Ludovico Bragaglia, la cui scena di rapina è stata filmata al Paradiso sul Mare;[90]
- Risate di gioia (1960), diretto da Mario Monicelli e interpretato da Totò e Anna Magnani, filmato presso il Paradiso sul Mare;[91]
- Crimen (1960), diretto da Mario Camerini, interpretato da Alberto Sordi, Vittorio Gassman, Nino Manfredi, Dorian Gray, Franca Valeri, Silvana Mangano e Bernard Blier;[91]
- Romolo e Remo (1961), diretto da Sergio Corbucci;[91]
- Cleopatra (1963), diretto da Joseph L. Mankiewicz e intrepretato da Elizabeth Taylor e Richard Burton;[92]
- Il colonnello Von Ryan (1965), diretto da Mark Robson, la scena iniziale è girata sul porto di Anzio;[91]
- 7 winchester per un massacro (1967), diretto da Enzo G. Castellari, girato presso la solfatara;[91]
- Diabolik (1968), diretto da Mario Bava, filmato a Tor Caldara;[91]
- I girasoli (1969), diretto da Vittorio De Sica ed interpretato da Sophia Loren e Marcello Mastroianni;[91]
- 5 bambole per la luna d'agosto (1970), diretto da Mario Bava;[91]
- Polvere di stelle (1973), diretto ed interpretato da Alberto Sordi con coprotagonista Monica Vitti, filmato presso il Paradiso sul Mare;[91]
- Amarcord (1973), diretto da Federico Fellini, girato presso il Paradiso sul Mare;[91]
- Paura in città (1976), diretto da Giuseppe Rosati;[91]
- Telefoni bianchi (1976), diretto da Dino Risi;[91]
- Squadra antifurto (1976), diretto da Bruno Corbucci con Thomas Milian, Lilli Carati e Giuseppe Pambieri, girato presso il porto;[91]
- Nenè (1977), diretto da Salvatore Samperi, alcune scene sono ambientate alla stazione di Anzio;[91]
- La mazzetta (1978), diretto da Sergio Corbucci ed interpretato da Nino Manfredi;[91]
- Sono fotogenico (1980), diretto da Dino Risi, filmato presso il porto innocenziano;[93]
- Il bambino e il poliziotto (1989), diretto da Carlo Verdone;[93]
- Camerieri (1995), diretto da Leone Pompucci, girato presso il Paradiso sul mare e il Tirrena;[93]
- Il talento di Mr. Ripley (1999), diretto da Anthony Minghella, girato presso il Paradiso sul Mare;[93]
- Ma che ci faccio qui! (2006), diretto da Francesco Amato;[93]
- Ma il cielo è sempre più blu (2007), miniserie Rai Uno dedicata a Rino Gaetano, filmata ad Anzio, Anzio Colonia e nell'Hotel Lido di Garda;[93]
- C'era una volta Rugantino (2007), di Roberto Innocenzi, con l'attore e sceneggiatore Marco Nica, filmato ad Anzio e Santa Teresa;[94]
- Un'estate al mare (2008), di Carlo Vanzina, filmato a Lido dei Pini;[93]
- Nine (2009), diretto da Rob Marshall;[95]
- Quo vado? (2016), diretto Gennaro Nunziante e interpretato da Checco Zalone, girato nella riserva di Tor Caldara;[96]
- Burraco fatale (2020), diretto da Giuliana Gamba;[97]
- L'incredibile storia dell'Isola delle Rose (2020), diretto da Sydney Sibilia, girato presso la Riviera Zanardelli;[98]
- Tutto chiede salvezza (2022), serie Netflix diretta da Francesco Bruni.[99]

### Cucina
La cucina anziate, per via del suo porto, è fortemente legata al mare. I piatti sono principalmente a base di aragoste, rombi, orate, spigole, triglie, sogliole, pesce azzurro, scampi e frutti di mare. Alcuni piatti tipici, oltre agli antipasti, i crudi e le fritture di pesce, sono:
- Minestra e zuppa di pesce alla portodanzese;
- Pasta alici e pecorino romano.

## Geografia antropica
Il Comune è diviso nelle frazioni: Anzio Colonia, Anzio2, Cincinnato, Falasche, Lavinio Mare, Lavinio Stazione, Lido dei Pini, Lido di Marechiaro, Miglioramento, Padiglione, Pocacqua, Santa Teresa, Spadellata, Villa Claudia.
Numerose sono le località: Acqua del Turco, Borghesina, Caracol, Cavallo Morto, Cinque Miglia, Colle Cocchino, Colle Rotondo, Cioccati, Europa, Le Vignacce, Lido dei Gigli, Lido delle Sirene, Lido di Tor Materno, Lido di Enea, Lo Zodiaco, Piscinari, Sacida, Sacro Cuore, Sant'Anastasio, Tor Caldara, Vignarola.

## Economia

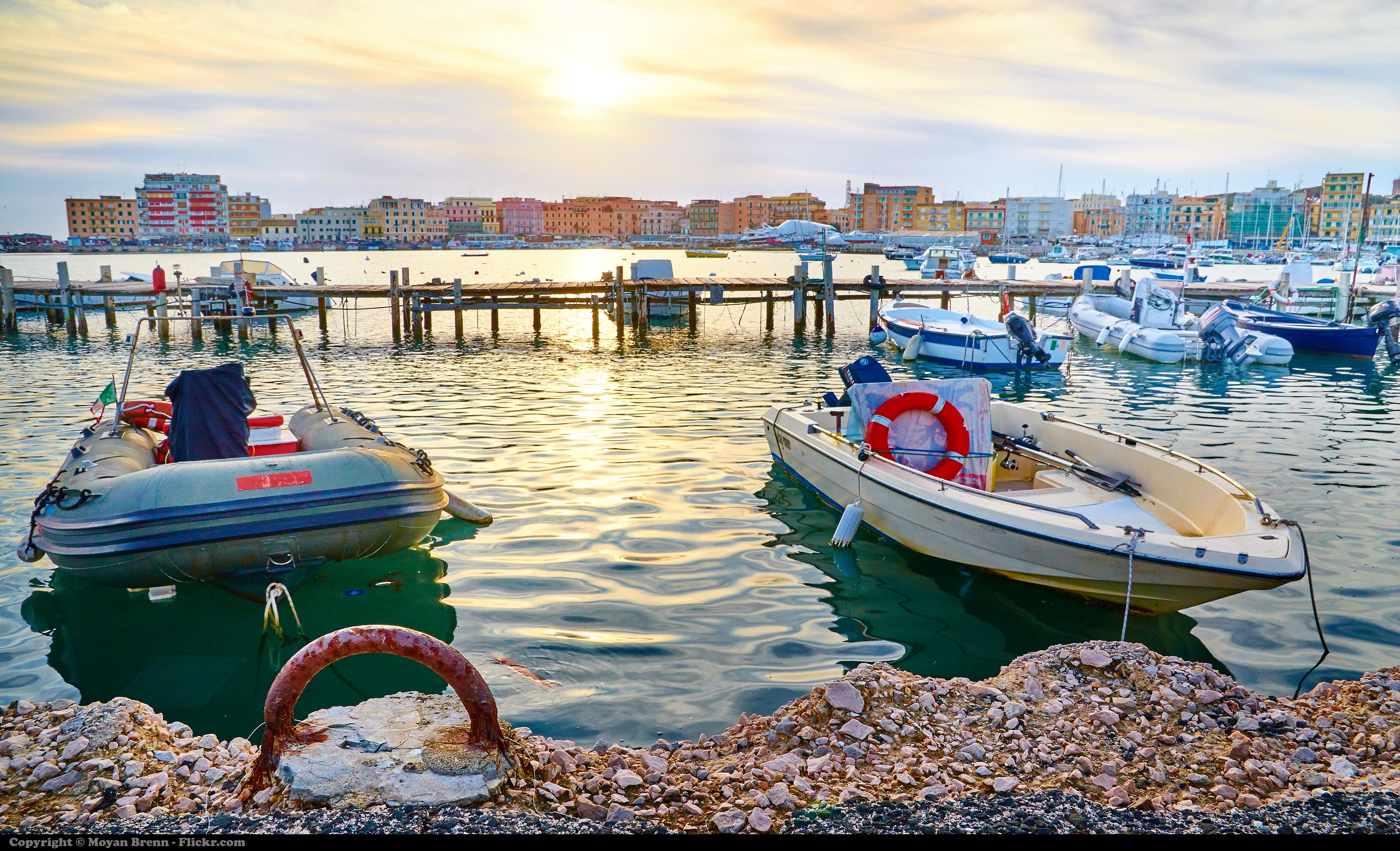
Il porto

L'economia di Anzio è basata principalmente sul turismo balneare e sul suo porto. Con circa 60 pescherecci e oltre 800 tonnellate di pescato l'anno, il porto di Anzio è uno dei principali hub di pesca del Lazio.
Ad Anzio si trova anche lo stabilimento italiano della Colgate-Palmolive.

## Infrastrutture e trasporti

### Strade
Anzio è interessata dalla strada statale 207 Nettunense e dalla strada statale 601 Ostia-Anzio.

### Ferrovie e tranvie
Nel comune è servito dalla FR8 (ferrovia regionale del Lazio) tramite le stazioni di Padiglione, Lido di Lavinio, Villa Claudia, Marechiaro, Anzio Colonia e la stazione di Anzio.
In passato la stazione di Anzio sorgeva in un'area più vicina alla costa, sulla preesistente ferrovia litoranea proveniente da Albano Laziale, inaugurata il 26 marzo 1884 dalla Società Anonima per la Ferrovia Albano-Anzio Nettuno (FAAN), poi passata alle Ferrovie Secondarie Romane (FSR); la variante di tracciato realizzata più a monte fu attivata dalle Ferrovie dello Stato nel 1934.
Fra il 1910 ed il 1930 gli spostamenti lungo la costa erano serviti inoltre dalla tranvia Anzio-Nettuno, sostituita da una filovia, a sua volta soppressa nel 1944.

### Porti
Un servizio di aliscafi della società Vetor (70 minuti) e  ed un servizio di nave veloce Laziomar (1h e 45 minuti) la collega con l'isola di Ponza.

### Mobilità urbana
I trasporti urbani e interurbani di Anzio vengono svolti con autoservizi di linea gestiti da Cotral.

## Amministrazione

Il gonfalone civico

Tra il 1940 e il 1945 fu aggregato con Nettuno, al comune di Nettunia.
| Periodo          | Periodo          | Primo cittadino                                              | Partito                              | Carica                    | Note            |
| ---------------- | ---------------- | ------------------------------------------------------------ | ------------------------------------ | ------------------------- | --------------- |
| 7 aprile 1995    | 18 dicembre 1996 | Stefano Bertollini                                           | Polo delle Libertà                   | Sindaco                   | [ 103 ]         |
| 18 dicembre 1996 | 12 maggio 1997   | Raffaele Bonanno                                             |                                      | Commissario               | [ 104 ]         |
| 12 maggio 1997   | 28 aprile 1998   | Renzo Mastracci                                              | Partito Democratico della Sinistra   | Sindaco                   | [ 105 ]         |
| 28 aprile 1998   | 29 novembre 1998 | Bruno Sbordone                                               |                                      | Commissario               | [ 106 ]         |
| 29 novembre 1998 | 26 febbraio 2008 | Candido De Angelis                                           | Alleanza Nazionale                   | Sindaco                   | [ 107 ] [ 108 ] |
| 26 febbraio 2008 | 15 aprile 2008   | Mario De Meo                                                 |                                      | Commissario               | [ 109 ]         |
| 15 aprile 2008   | 11 giugno 2018   | Luciano Bruschini                                            | Il Popolo della Libertà Forza Italia | Sindaco                   | [ 110 ] [ 111 ] |
| 11 giugno 2018   | 22 novembre 2022 | Candido De Angelis                                           | Lega                                 | Sindaco                   | [ 112 ]         |
| 23 novembre 2022 | 1º dicembre 2024 | Antonella Scolamiero Francesco Tarricone Agostino Anatriello |                                      | Commissione straordinaria | [ 113 ] [ 114 ] |
| 2 dicembre 2024  | in carica        | Aurelio Lo Fazio                                             | Partito Democratico                  | Sindaco                   | [ 115 ]         |

### Gemellaggi
Anzio da tempo ha stretto relazioni di gemellaggio con le città di:
- Bad Pyrmont
- Pafo
- Brooklyn[116]

Rapporti di collaborazione e amicizia sono stati invece intrapresi con le cittadine di:
- Bad Freienwalde
- Heemstede
- Caen[117]
- Spinazzola[118]

## Sport

### Atletica leggera
- Atletica Anzio.[119]

### Baseball
- Ad Anzio è presente una tradizione del Baseball che condivide con Nettuno. Attualmente non vi sono squadre che militano in campionati senior, tuttavia ci sono società nella Minor League ogni anno. Lo stadio di Baseball di Anzio è il Renato Reatini, omologato per partite di Serie A.

### Calcio
- Anzio Calcio 1924 che, nel campionato 2024-25, milita nel campionato maschile di Serie D
- A.S. Real Marconi Anzio che milita in Prima Categoria.

### Calcio a 5
- ADJ Città di Anzio che partecipa al Campionato Nazionale di serie A2.

### Calcio a 8
- Asd Antium che partecipa al campionato di serie A2 della Lega Calcio a 8.

### Pallacanestro
- Anzio Basket Club che nel 2019-2020 milita nel campionato maschile di Serie C Gold.[120]
- A.S.D. Fortitudo Tirreno che nel 2019-2020 milita nel campionato maschile di Promozione.[120]

### Pallanuoto
- Anzio Waterpolis che milita nel campionato maschile di Serie A2.[121]

### Pallavolo
Onda Volley che nel 2019-2020 milita nel campionato femminile di Serie C.

### Rugby
- Rugby Anzio Club che nel 2019-2020 milita nel campionato maschile di Serie C.[123]

### Scherma
- L'Anzioscherma, società sportiva schermistica.

### Tennis
- La Polisportiva Anzio di tennis.

### Pugilato
- Fiamme Oro Polizia di Stato

### Impianti sportivi
- Kartodromo S.S.C., una struttura utilizzata per gare di Go kart e Pit Bike.[124]